# Тудор Гречану
Тудор Гречану (рум. Tudor Greceanu; 13 травня 1917, Бухарест — 29 грудня 1994, Бухарест) — румунський льотчик-ас, один з найрезультативніших пілотів-винищувачів за всю історію румунської авіації. Перший румунський льотчик, що піднявся в повітря на реактивному винищувачі.
В ході Другої світової війни капітан Тудор Гречану мав понад тисячу годин бойових вильотів, як на Східному, так і на Західному театрі бойових дій, здобув 20 підтверджених і 16 імовірних перемог (за іншими даними, збив 42 літаки противника).

## біографія
Представник стародавнього дворянського роду Ґіка. Онук Йона Ґіка. У 1939 закінчив авіашколи штурманів, а в 1940 отримав ліцензію пілота. Освоївши винищувачі, двомоторні бомбардувальники і «сліпі» польоти, Гречану деякий час служив в якості інструктора, а потім був направлений в Gr.5 Van. З весни 1943 р локотенент Гречану в складі Gr.7 Van. прибув на східний фронт.
11 травня 1943 р Гречану був включений до складу Esc. 57 Van. під командуванням капітана Александру Шербенеску.
Протягом 18 липня «Мессершмітти» Gr.7 Van. збили 15 радянських літаків, і ще п'ять перемог були віднесені до розряду ймовірних. Серед пілотів, які здобули перемоги, був і Гречану. На наступний день він збив ЛаГГ-3, а 23 липня на його рахунку був ще один радянський винищувач. 4 серпня 1943 року Гречану збив Іл-2, а 13 серпня записав на свій рахунок ще одну перемогу.
13 лютого 1944 року Гречану був призначений командиром Esc.48 Van., Що входила до складу Gr.9 Van., Командиром якої в той же день став капітан Шербанеску.
10 березня 1944 Гречану збив радянський «Як». 25 квітня в ході бою між п'ятьма румунськими Bf-109G і групою з восьми Ла-5 і чотирьох Р-39 він записав на свій рахунок одну «Аерокобру».
23 червня 1944 близько 500 бомбардувальників з 15-ї повітряної армії США здійснили наліт на Плоєшті. У бою з супроводжували їх винищувачами «Мессершмітт» Гречану був збитий і здійснив вимушену посадку в 13 км на захід від міста Геєшть, розташованого на 61 км на південний захід від Плоєшті. Гречану отримав поранення і потім два місяці провів у шпиталі.
Після лікування Гречану в складі Gr.9 Van. восени 1944 — взимку 1945 брав участь в бойових діях проти Угорщини і Німеччини.
У повоєнні роки Гречану продовжував служити в румунській авіації. 1 червня 1945 року він входив до групи румунських пілотів, яка брала участь у великій авіашоу, влаштованому союзниками на аеродромі Відень-Нойштадт. Поруч зі стоянкою румунських Bf-109G-6 знаходилася стоянка німецьких реактивних винищувачів Ме-262. Англійська полковник, який відповідав за проведення авіашоу, несподівано запропонував Гречану здійснити політ на реактивному «Мессершмітті».
Гречану погодився і після 30-хвилинного інструктажу, проведеного одним з німецьких пілотів, зробив разом з ним десятихвилинний ознайомлювальний політ на Ме-262. Виконавши на наступний день шестихвилинні самостійний політ, Гречану став першим румунським пілотом, який піднявся в повітря на реактивному винищувачі.
Після війни і приходу до влади в Румунії комуністів, він був заарештований, засуджений до смертної кари, яка в останній момент була замінена тривалим тюремним ув'язненням. Гречану вдалося втекти, однак він був спійманий, підданий тортурам у в'язниці, в результаті яких йому були ампутовані обидві ноги і вдруге засуджений до смерті, яка потім була замінена на довічне ув'язнення.
Всього в різних в'язницях і таборах комуністичної Румунії Гречану провів п'ятнадцять років і лише в 1964 році був звільнений в числі інших політичних в'язнів.
Залишив книгу спогадів.

## Нагороди
- Орден «Доблесний авіатор», золотий хрест з планкою (4 листопада 1941)
- Орден Михая Хороброго 3-го класу (30 серпня 1943)
- Медаль «Хрестовий похід проти комунізму»
- Медаль Кароля II
- Орден Корони Румунії, офіцерський і кавалерський хрести
- Орден Зірки Румунії, кавалерський хрест
- Залізний хрест 2-го класу (Третій Рейх)
- Авіаційна планка винщувача (Третій Рейх)